# Rock psihedelic
Rockul psihedelic este un stil a muzicii rock, care e inspirat sau influențat de cultura psihedelică și încercarea de a replica și a îngloba experiența alterării mintale a drogurilor psihedelice. El s-a evidențiat mai întâi în a doua jumătate a anilor 1960, cu precădere în Statele Unite ale Americii și Europa de Vest (mai cu seamă, în Marea Britanie – trăsături se regăsesc). Pe scenele amintite, rock-ul psihedelic a cunoscut apogeul în jurul anului 1969 (când se organizează și cel mai mare festival care promovează artiști ai genului, Woodstock). În continuare, atenția unora dintre muzicieni se va îndrepta către diversificarea aspectelor formale ale scriiturii (ritm, metrică, timbralitate, forma muzicală), dând naștere rock-ului progresiv sau art rock-ului; alții vor prefera forme simetrice, o orchestrație consecventă și se vor îndepărta de experiment, pregătind apariția curentului hard rock.

## Psihedelismul și drogurile
Rock-ul psihedelic, privit ca parte componentă a muzicii psihedelice, este justificat cel mai adesea prin sugerarea efectelor drogurilor psihedelice (halucinogene, între care a făcut „carieră” acidul lisergic dietilamidă 25 – LSD) asupra sistemului senzorial; se va spune chiar că sonoritățile care sugerează efectele drogurilor susțin astfel dependența consumatorilor. În realitate, asociația dintre droguri și cultura psihedelică nu este decât parțială; multe trăsături specifice pot fi imitate și în lipsa drogurilor – de pildă, stările psihedelice (vezi etimologia: psihedelism - grc. „ceea ce dezvăluie sufletul”) pot fi obținute în urma schimbării orelor de somn.

## Trăsături

#### Instrumentație. Tehnici de înregistrare
Muzica rock psihedelică caută să influențeze starea psihică a ascultătorului în două direcții aflate în puternic contrast: anxietatea sau calmul meditației. Iubitori ai culturilor Orientului, artiștii psihedelici introduc în muzica lor instrumentație (de exemplu, sitarul) sau practici (compoziții care imită stilul respectiv, înregistrări autentice) specifice. Muzica abundă de efecte sonore, construite fie cu materiale preînregistrate (conținând instrumente nespecifice rock-ului, zgomote bizare sau ritmuri), manevrate în timpul înregistrării muzicii, fie ca filtre de alterare a sonorității instrumentelor sau a vocii cântăreților, fie sintetizate (construite matematic sau acustic, ca reprezentări ale unor funcții matematice sau adiția unor oscilatoare simple, quasi-sinusoidale, la orga electronică). Se folosesc benzi preînregistrate derulate la viteze anormale sau în sens invers; este și prima epocă a muzicii cu mesaje subliminale. Muzica rock psihedelică împrumută uneori tehnici ale muzicii concrete; se fac experimente în acest sens mai ales în muzica de film. Se folosesc efecte de ecou, amplificarea suprasaturată (care duce la distorsionarea sunetului de chitară, orgă) ș.a. Părțile vocale au o scriere pe mai multe voci, în cele mai multe cazuri omofonă (ritmul coincide, doar înălțimile diferă), însă uneori și polifonică (cazul celebrei formații americane Beach Boys, dar și a românilor Sideral sau Phoenix).

#### Compoziția
Forma muzicală este de cele mai multe ori simplă, strofică, permițând însă intervenția unor momente instrumentale de amploare. Sub aspect armonic (acordic), rock-ul psihedelic se arată foarte bogat, atât ca varietate stilistică, cât și prin inventivitatea de care se dă dovadă. Se practică improvizația în concerte (dar și în studio, cu toate că mai rar), mulți interpreți fiind instrumentiști virtuozi sau cântăreți înzestrați. Armoniile vocale erau adesea stabilite sau modificate ad-hoc, remarcabili în această direcție fiind artiștii americani Beach Boys (deja amintiți) și Jefferson Airplane. În plan ritmic, se observă aceeași diversitate ca în cazul armoniei, factor determinant pentru acest fapt fiind varietatea mare de stiluri folosite. Cu toate că secția ritmică întrunește caracteristicile vechiului beat, diferența se produce atunci când variația este refuzată pentru a crea efecte de pedală (menținerea pentru mult timp pe un acord, peste care se poate improviza – marca lui Jimi Hendrix) sau ritmuri obsesive (ostinate).
Gustul artiștilor psihedelici pentru evaziunea în spațiu (culturi puțin cunoscute spațiului european sau nord-american) și timp (epoci și curente apuse din cultura europeană) aduce o bogăție mare a stilurilor abordate. Sunt reunite influențe flamenco, din muzica indiană, arăbească sau celtică, elemente din stilul muzical european cult (polifonii și armonii renascentiste, împrumuturi din operă, introducerea clavecinului și imitarea stilului de invențiune barocă – de exemplu, la Deep Purple ș.a.).

#### Texte
Textele folosite în muzica rock psihedelică merg de la citarea versurilor unor autori cunoscuți, până la transcrierea asociațiilor libere și sinesteziilor provocate sub influența halucinogenelor. În lumea occidentală, psihedelismul fiind adesea pus în legătură cu mișcarea hippie, versurile sunt nu arareori îndemnuri la răzvrătire, manifeste ale protestului pacifist sau atacuri dure la adresa scenei politice a vremii. Există piese despre droguri, scrise în argoul specific (Lucy in the Sky with Diamonds de The Beatles, White Rabbit de Jefferson Airplane, Bike și Paint Box de Pink Floyd, Paint It, Black de The Rolling Stones). Versurile originale dau ascultătorilor senzația de elevație intelectuală, prin multiplele referiri la literatura universală și prin echivocul textelor, sub care se ascund în mod ingenios mesaje de natură politică sau omagii ale unor subiecte cenzurate (droguri, sexualitate). Muzica instrumentală are o pondere mai scăzută decât cea cu versuri, însă semnificativ mai ridicată decât în cazul multor alte curente muzicale: datorită originalității sonorităților produse de instrumentiști apropiați de fanii lor, momentele și piesele instrumentale se vor bucura de un mare succes în această perioadă, ba chiar vor deveni un subiect de „onoare” pentru public.

## Neo-psihedelicul
În anii nouăzeci, o dată cu începerea crizei atomizării în muzicile de consum (ramificarea exagerată a genurilor și subgenurilor – „există gusturi pentru atâtea muzici sau muzici pentru atâtea gusturi?” este formularea problemei de către Liviu Dănceanu), s-a revenit asupra muzicii psihedelice și a altor genuri ieșite din uz, tratate acum din unghiul postmodernist – aparențele sunt păstrate, dar intenția este cu totul alta. În loc de a scrie muzică în urma provocării unor stări psihedelice, autorii preferă acum să studieze în detaliu stilul autorilor din prima generație, construind pastișe care se dezic de aparenta intenție chiar în preajma punctului culminant. Folosit mai ales pentru a sugera un anumit colorit stilistic (binecunoscut ascultătorilor), neo-psihedelicul nu poate reprezenta un curent în sine, ci doar o trăsătură; ea se regăsește în muzica rock indie, la post-rock ș.a.

## Muzicieni reprezentativi

### Statele Unite ale Americii
- Beach Boys (în intervalul aproximativ 1966-1971)
- The Doors
- Janis Joplin
- The Grateful Dead
- Iron Butterfly
- Jefferson Airplane
- Jimi Hendrix
- The Velvet Underground

### Marea Britanie
- The Beatles (din 1966; artiștii nu s-au dedicat stilului și l-au părăsit la scurt timp)
- Bee Gees (la (începuturi)
- Cream
- Deep Purple (până în 1970)
- Led Zeppelin
- Pink Floyd
- The Rolling Stones
- Uriah Heep

### Europa de Vest
- Group 1850 (Olanda)

### Europa de Est
- Bijelo dugme (Iugoslavia)
- Omega (Ungaria)
- Skaldowie (Polonia)

#### România
- Mondial
- Phoenix
- Sideral

### America de Sud
- Santana
- Os Mutantes

### Australia
- King Gizzard & the Lizard Wizard

- Tame Impala

- The Easybeats

### Rock neo-psihedelic
- Apples in Stereo (S.U.A.)
- The Bangles (S.U.A.)
- Neutral Milk Hotel (S.U.A.)
- The Olivia Tremor Control (S.U.A.)